# Marcus Berg
Bengt Erik Marcus Berg (* 17. srpna 1986 Torsby) je švédský profesionální fotbalista, který hraje na pozici útočníka za švédský klub IFK Göteborg, kde plní roli kapitána. Mezi lety 2008 a 2021 odehrál také 90 utkání v dresu švédské reprezentace, v nichž vstřelil 24 branek.

## Reprezentační kariéra
Marcus Berg nastupoval za švédské mládežnické reprezentace.
Zúčastnil se domácího Mistrovství Evropy hráčů do 21 let 2009, kde mladí Švédové vypadli v semifinále s Anglií. Se sedmi vstřelenými góly získal Zlatou kopačku (ocenění pro nejlepšího kanonýra šampionátu) a stal se také nejlepším hráčem turnaje.
V A-mužstvu Švédska debutoval 6. 2. 2008 v přátelském utkání v Istanbulu proti týmu Turecka (remíza 0:0).